# Daniel Boyer
Daniel Boyer (né en 1958 à Lachine) est un syndicaliste québécois, président de la Fédération des travailleurs et travailleuses du Québec de novembre 2013 à janvier 2023. 

## Formation et carrière
Daniel Boyer est diplômé de l’université de Montréal en relations industrielles et en éducation physique.
Il commence sa carrière syndicale à l'âge de 20 ans en 1978, il est alors préposé aux bénéficiaires et membre de la section locale 298 du Syndicat québécois des employées et employés de service (SQEES). Il est d'abord vice-président puis président de son syndicat local.
En 1985, il devient conseiller syndical pour le SQEES puis en 1999 son secrétaire général et enfin en 2007 il en devient président. La même année il devient vice-président de la FTQ. En 2010, il prend le poste de secrétaire général de la FTQ et du Fonds de solidarité FTQ.
Il succède à Michel Arsenault comme président de la FTQ lors du 30e congrès de la centrale syndicale en novembre 2013. Il est remplacé à ce poste le 19 janvier 2023 par Magali Picard lors du 33e congrès de la FTQ.